# 阿特尼亞區
阿特尼亞區（俄语：Атнинский район），是俄羅斯的一個區，位於該國西部，由韃靼斯坦共和國負責管轄，面積681.4平方公里，2010年人口13,650，人口密度每平方公里20.03人。